# Liste der Kulturdenkmale in Auengrund
Die Liste der Kulturdenkmale in Auengrund umfasst die als Ensembles, Einzeldenkmale und Bodendenkmale erfassten Kulturdenkmale in der thüringischen Gemeinde Auengrund und ihrer Ortsteile (Stand: 11. Februar 2025).
Die Angaben in der Liste ersetzen nicht die rechtsverbindliche Auskunft der zuständigen Denkmalschutzbehörde.

## Legende
- Bild: zeigt ein Bild des Kulturdenkmals und gegebenenfalls einen Link zu weiteren Fotos des Kulturdenkmals im Medienarchiv Wikimedia Commons
- Bezeichnung: Name, Bezeichnung oder die Art des Kulturdenkmals
- Lage: Wenn vorhanden Straßenname und Hausnummer des Kulturdenkmals; Grundsortierung der Liste erfolgt nach dieser Adresse. Der Link Karte führt zu verschiedenen Kartendarstellungen und nennt die Koordinaten des Kulturdenkmals.
 Kartenansicht, um Koordinaten zu setzen – in dieser Kartenansicht sind Kulturdenkmale ohne Koordinaten mit einem roten bzw. orangen Marker dargestellt und können in der Karte gesetzt werden. Kulturdenkmale ohne Bild sind mit einem blauen bzw. roten Marker gekennzeichnet, Kulturdenkmale mit Bild mit einem grünen bzw. orangen Marker.
- Datierung: gibt das Jahr der Fertigstellung beziehungsweise das Datum der Erstnennung oder den Zeitraum der Errichtung an
- Beschreibung: bauliche und geschichtliche Einzelheiten des Kulturdenkmals, vorzugsweise die Denkmaleigenschaften
- ID: Die ID identifiziert das Kulturdenkmal eindeutig. In Thüringen sind aktuell keine IDs veröffentlicht. In der ID-Spalte kann sich auch folgendes Icon  befinden, dies führt zu Angaben zu diesem Kulturdenkmal bei Wikidata.

## Einzeldenkmale

### Brattendorf
| Bild                                    | Bezeichnung                | Lage                                                        | Datierung | Beschreibung                 | ID |
| --------------------------------------- | -------------------------- | ----------------------------------------------------------- | --------- | ---------------------------- | -- |
| Direkt Bild zu diesem Denkmal hochladen | Brunnenhaus                | Bahnhofstraße -                                             |           |                              |    |
| weitere Bilder Fotos hochladen          | Evangelische Dorfkirche    | Kirchgasse o. Nr. Flurstück(e) 1240 (Karte)                 |           | mit Ausstattung und Kirchhof |    |
| Direkt Bild zu diesem Denkmal hochladen | Backhaus                   | Schleusinger Straße                                         |           |                              |    |
| BW                                      | Ehem. Gut / ehem. Brauerei | Schleusinger Straße 2, 2a Flurstück(e) 65/18, 65/19 (Karte) |           |                              |    |

### Crock
| Bild                                    | Bezeichnung                                                              | Lage                                                                                    | Datierung | Beschreibung | ID |
| --------------------------------------- | ------------------------------------------------------------------------ | --------------------------------------------------------------------------------------- | --------- | ------------ | -- |
| Direkt Bild zu diesem Denkmal hochladen | Brunnen                                                                  | Hirschgraben o. Nr. Flurstück(e) 45/3                                                   |           |              |    |
| weitere Bilder Fotos hochladen          | Kirche mit Ausstattung und Wehrmauer / Evangelische Pfarrkirche St. Veit | Kirchweg o. Nr. Etwas außerhalb der Ortslage (nördlich). Flurstück(e) 999, 1000 (Karte) |           |              |    |
| BW                                      | Pfarrhaus mit Einfriedung und Brunnen                                    | Kirchweg 17 Flurstück(e) 30/2 (Karte)                                                   |           |              |    |
| BW                                      | Wohn- und Geschäftshaus                                                  | Oberer Mühlbach 2 (Karte)                                                               |           |              |    |
| Direkt Bild zu diesem Denkmal hochladen | Brunnen                                                                  | Unterer Mühlbach                                                                        |           |              |    |
| Direkt Bild zu diesem Denkmal hochladen | Backhaus                                                                 | Waisagrund o. Nr. Gegenüber von Waisagrund 9. Flurstück(e) 92/10                        |           |              |    |
| Direkt Bild zu diesem Denkmal hochladen | Brunnen                                                                  | Sohlgasse / Hauptstraße                                                                 |           |              |    |

### Merbelsrod
| Bild                                    | Bezeichnung       | Lage | Datierung | Beschreibung | ID |
| --------------------------------------- | ----------------- | --- | --------- | ------------ | -- |
| Direkt Bild zu diesem Denkmal hochladen | Mühle / Hornmühle | An der Schleuse 3 an/auf der Gemarkungsgrenze zwischen Waldau und Merbelsrod; postalische Adresse unter 98553 Schleusingen / OT Waldau !!! Flurstück(e) 303, 304, 306/2; Gemarkung Waldau / Flur 6 / Flurstück(e) 105, 107/2, 175/1, 176, 188, 190/2 (teilweise) |           |              |    |
| Direkt Bild zu diesem Denkmal hochladen | Backhaus          | Hufeisenstraße o. Nr. Flurstück(e) 18 |           |              |    |
| Direkt Bild zu diesem Denkmal hochladen | Brunnenstube      | Hufeisenstraße o. Nr. Flurstück(e) 85/9 |           |              |    |
| Direkt Bild zu diesem Denkmal hochladen | Brunnen           | Reuthe Haag o. Nr. Flurstück(e) 816 |           |              |    |
| Direkt Bild zu diesem Denkmal hochladen | Brunnen           | Friedhof (NW-Ecke) Flurstück(e) 158 |           |              |    |

### Oberwind
| Bild                                    | Bezeichnung | Lage      | Datierung | Beschreibung | ID |
| --------------------------------------- | ----------- | --------- | --------- | ------------ | -- |
| Direkt Bild zu diesem Denkmal hochladen | Brunnen     | Dorfplatz |           |              |    |

### Poppenwind
| Bild                                    | Bezeichnung                     | Lage                                                     | Datierung | Beschreibung | ID |
| --------------------------------------- | ------------------------------- | -------------------------------------------------------- | --------- | ------------ | -- |
| Direkt Bild zu diesem Denkmal hochladen | Backhaus                        | Dorfstraße                                               |           |              |    |
| Direkt Bild zu diesem Denkmal hochladen | Brunnen / Mittlerer Dorfbrunnen | Dorfstraße                                               |           |              |    |
| Fotos hochladen                         | Glocke und Glockenträger        | Dorfstraße 11 im Giebelreiter des Gemeindehauses (Karte) |           |              |    |
| Direkt Bild zu diesem Denkmal hochladen | Gasthaus                        | Ortsstraße 5                                             |           |              |    |

### Schwarzbach
| Bild                                    | Bezeichnung                           | Lage                                                | Datierung | Beschreibung | ID |
| --------------------------------------- | ------------------------------------- | --------------------------------------------------- | --------- | ------------ | -- |
| Direkt Bild zu diesem Denkmal hochladen | Backhaus                              | Bahnhofstraße o. Nr. bei Haus Nr. 11                |           |              |    |
| Direkt Bild zu diesem Denkmal hochladen | Kapelle                               | Bahnhofstraße o. Nr.                                |           |              |    |
| weitere Bilder Fotos hochladen          | Kirche mit Ausstattung                | Kirchstraße o. Nr. Flurstück(e) 77/2 (Karte)        |           |              |    |
| BW                                      | Herrenhaus                            | Wiedersbacher Straße 2 Flurstück(e) 79/5 (Karte)    |           |              |    |
| BW                                      | Umspannwerk, Wohnhaus und Einfriedung | Wiedersbacher Straße 9 (Karte)                      |           |              |    |
| Direkt Bild zu diesem Denkmal hochladen | Backhaus                              | Ecke Wiedersbacher Straße (vor Nr. 12) / Waldstraße |           |              |    |

### Wiedersbach
| Bild                           | Bezeichnung                                                 | Lage    | Datierung | Beschreibung    | ID |
| ------------------------------ | ----------------------------------------------------------- | ------- | --------- | --------------- | -- |
| weitere Bilder Fotos hochladen | Evangelische Kirche St. Johannes der Täufer und St. Blasius | (Karte) |           | mit Ausstattung |    |

## Bodendenkmale

### Crock
| Bild                                    | Bezeichnung                         | Lage | Datierung | Beschreibung | ID |
| --------------------------------------- | ----------------------------------- | --- | --------- | ------------ | -- |
| Direkt Bild zu diesem Denkmal hochladen | Befestigungsanlage auf 'Irmelsberg' | Irmelsberg, SO-Sporn Flurstück(e) 1000, 1001, 1002/2, 996/7, 996/9, 998, 999                                   |           |              |    |
| Direkt Bild zu diesem Denkmal hochladen | Steinkreuzfragment                  | links des Weges nach Oberwind Flurstück(e) 742/2                                                               |           |              |    |
| Direkt Bild zu diesem Denkmal hochladen | Steinkreuz                          | an der Straße nach Eisfeld, am Fuße des Crocker Berges zwischen Crocker Berg u. Klettenberg. Flurstück(e) 2308 |           |              |    |

### Poppenwind
| Bild                                    | Bezeichnung                        | Lage | Datierung | Beschreibung | ID |
| --------------------------------------- | ---------------------------------- | --- | --------- | ------------ | -- |
| Direkt Bild zu diesem Denkmal hochladen | Sächsische Landwehr, Teilabschnitt | im Abstand von ca. 100-120 m parallel zur Gemarkungsgrenze Poppenwind/Wiedersbach Flurstück(e) 198/1, 250, 252/4, 254/1, 254/2, 258, 259/1, 259/2, 260/2, 261, 873/2, 877/2, 880/3, 880/4 |           |              |    |

### Schwarzbach
| Bild                                    | Bezeichnung                          | Lage                                                                                                   | Datierung | Beschreibung | ID |
| --------------------------------------- | ------------------------------------ | --- | --------- | ------------ | -- |
| Direkt Bild zu diesem Denkmal hochladen | 'Sächsische Landwehr', Teilabschnitt | ca. 1 km wsw von Schwarzbach, nördlich des Widersbaches im Appelstal Flurstück(e) 882/14, 884/5, 885/8 |           |              |    |

### Wiedersbach
| Bild                                    | Bezeichnung                        | Lage | Datierung | Beschreibung | ID |
| --------------------------------------- | ---------------------------------- | --- | --------- | ------------ | -- |
| Direkt Bild zu diesem Denkmal hochladen | Sächsische Landwehr, Teilabschnitt | Gemarkung Bürden / Flurstück(e) 310/1, 314/17, 314/18, 314/19; Gemarkung Wiedersbach / Flur 4 / Flurstück(e) 117, 136, 137, 138, 191, 192, 204, 284/219, 286/220, 287/205, 289/219, 298/42, 299/42, 320/168, 322/190, 323/18, 326/1, 43, 50, 51; Flur 8 / Flurstück(e) 18 |           |              |    |
| Direkt Bild zu diesem Denkmal hochladen | Steinkreuz                         | 300 m vom Ort nach Abzweig Gerhardtsgereuth, links oben auf der Böschung Flur 9 / Flurstück(e) 43 |           |              |    |